# Bola (rivier)

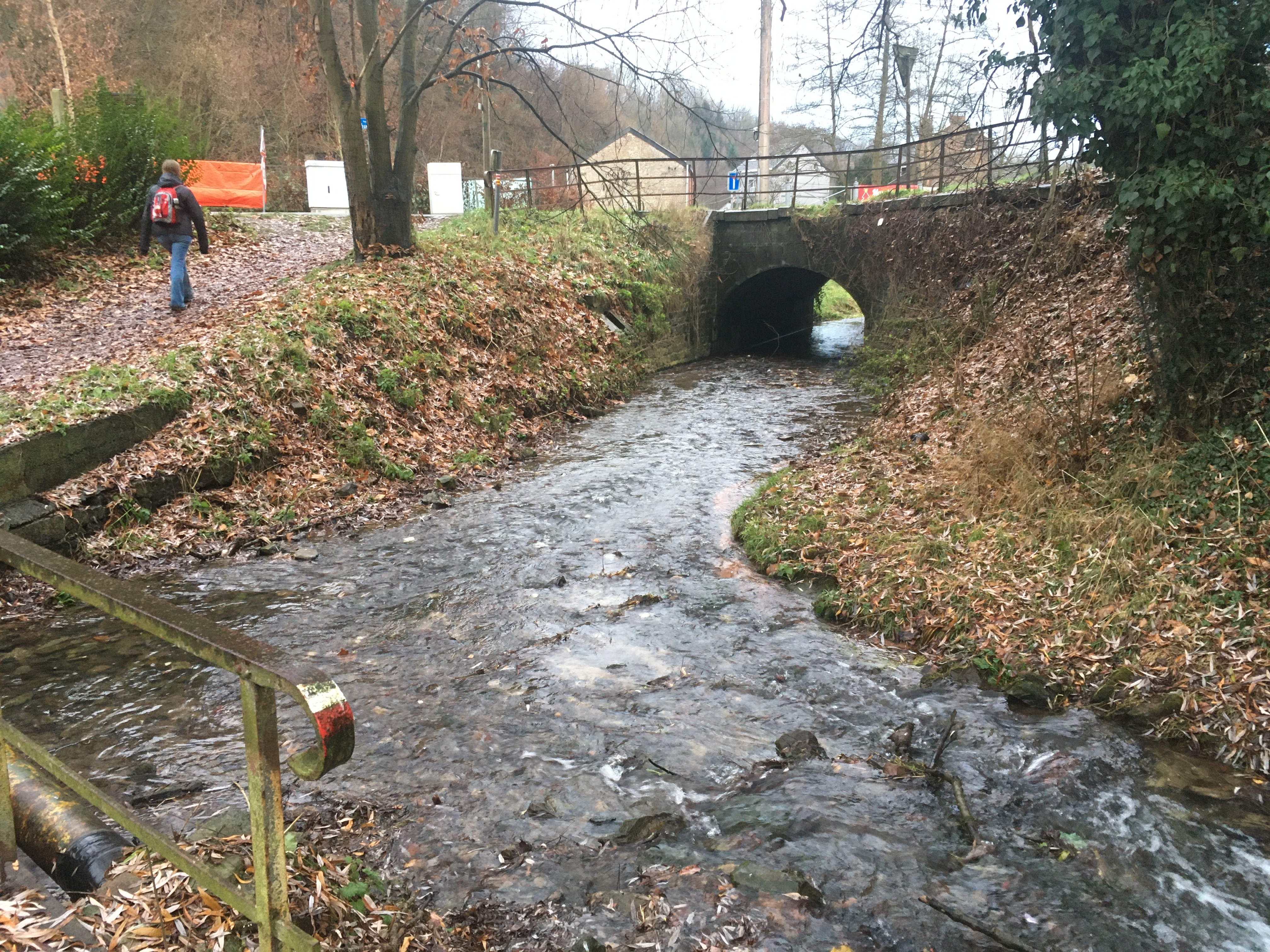
Monding van de Bola (l) in de Ry de Vaux.

De Bola of Ruisseau de Hazienne is een beekje in de provincie Luik, in het Land van Herve.
Het beekje ontspringt nabij Grand-Rechain uit twee bronnen die zich op 253 meter hoogte bevinden. Even later verdwijnt het in een chantoir om 400 meter verder vanuit een karstbron weer tevoorschijn te komen. Vervolgens loopt het in zuidwestelijke richting als Ry du Pré-Colette naar Soiron en verder naar Vaux-sous-Olne, waar het uitmondt in de Ry de Vaux, welke op haar beurt uitmondt in de Vesder.